# Everton Giovanella
Everton Giovanella (Caxias do Sul, 13 de setembro de 1970), também conhecido apenas por Giovanella, é um ex-futebolista brasileiro, com destacada passagem por Salamanca e Celta de Vigo entre 1996 e 2006.

## Carreira
Revelado pelo Lajeadense em 1991, Giovanella defendeu o "Alviazul" até 1992, atuando em 38 partidas e marcando 8 gols. Seu desempenho chamou a atenção do  Internacional, que o contratou em 1993. Foram apenas 12 jogos e 2 gols marcados com a camisa do Colorado, tendo feito parte do elenco que venceu a Copa do Brasil de 1992. Deixou o clube no meio do ano para jogar no Tirsense, permanecendo por uma temporada. No futebol português, também passou por Estoril e Belenenses, com razoável desempenho em ambos.
Contratado pelo Salamanca em 1996, o volante era uma das esperanças do clube para voltar à primeira divisão. Suas boas atuações pela agremiação (111 partidas e 5 gols até 1999) levaram-no ao Celta de Vigo, que vivia seu melhor momento no futebol espanhol. Em um elenco que possuía como destaques os argentinos Fernando Cáceres, Gustavo López e Eduardo Berizzo, os compatriotas Mazinho e Vágner, os russos Valeriy Karpin e Aleksandr Mostovoy, o israelense Haim Revivo e o francês Claude Makélélé, Giovanella foi titular e virou ídolo no clube, tendo atuado em 194 jogos até 2006, porém marcou um único gol.

## A suspensão por doping
Em 19 de dezembro de 2004, após o jogo entre Celta e Pontevedra, Giovanella foi pego no exame antidoping, onde foi detectada a presença da substância proibida nandrolona, e foi suspenso por 2 anos, mas foi liberado para disputar algumas partidas, durante a campanha que levou o Celta novamente à primeira divisão espanhola. A suspensão foi oficializada em setembro de 2005. Embora permanecesse vinculado ao Celta, a punição impediu a participação do volante em partidas oficiais. Durante o período em que ficou suspenso por doping, Giovanella recebeu apoio da torcida do clube de Vigo. Segundo o próprio Everton Giovanella, isto ocorreu de fato, porém não era o seu exame e sim de um outro jogador.

## Volta aos gramados e final de carreira
Com a suspensão encerrada, regressou ao futebol em novembro de 2007, aos 37 anos. Ele assinou contrato com o Coruxo, da terceira divisão, onde realizou 34 partidas até 2008, ano em que encerrou sua carreira como jogador.
Voltou ao Lajeadense neste mesmo ano, como diretor de futebol, mas permaneceu pouco tempo na função e regressou ao Celta, agora como olheiro.
Everton assumiu a presidência do Lajeadense em 2020, permanecendo por 3 anos. Em agosto de 2023, comprou uma franquia da rede de restaurantes Giraffas, e em julho de 2024 chegou a ser lançado como pré-candidato a vice-prefeito de Lajeado pelo PL, tendo Luís Benoitt como cabeça de chapa, mas o partido retirou a candidatura para apoiar Gláucia Schumacher (PP), que terminou sendo eleita prefeita do município.

## Títulos
Celta de Vigo
- Taça Intertoto da UEFA: 2000

Internacional
- Copa do Brasil: 1992